# Гонолулу (округ, Гаваї)
Шаблон:StateAbbr_ 21°28′00″ пн. ш. 157°58′00″ зх. д. / 21.466666666667° пн. ш. 157.96666666667° зх. д.
Округ  Гонолулу (англ. Honolulu County) — округ (графство) у штаті  Гаваї, США. Ідентифікатор округу 15003. Округ має у своєму складі острів Оаху, там також розміщена столиця штату — місто Гонолулу.

## Історія
Округ утворений 1907 року.

## Демографія
За даними перепису 
2000 року 
загальне населення округу становило 876156 осіб, зокрема міського населення було 862113, а сільського — 14043.
Серед мешканців округу чоловіків було 440518, а жінок — 435638. В окрузі було 286450 домогосподарств, 205672 родин, які мешкали в 315988 будинках.
Середній розмір родини становив 3,46.
Віковий розподіл населення поданий у таблиці:
| Стать    | До 15 років | 15-21 | 22-29 | 30-39 | 40-49 | 50-65 | 65-85 | Понад 85 |
| -------- | ----------- | ----- | ----- | ----- | ----- | ----- | ----- | -------- |
| Чоловіки | 89835       | 44866 | 55658 | 69994 | 64123 | 64348 | 46530 | 5164     |
| Жінки    | 85013       | 38826 | 47946 | 66459 | 63939 | 67412 | 58448 | 7595     |

## Суміжні округи
- Мауї — південний схід
- Кауаї — північний захід

## Виноски
1. ↑  U.S. Decennial Census. United States Census Bureau. Архів оригіналу за 12 травня 2015. Процитовано 28 червня 2014.
2. ↑  Historical Census Browser. University of Virginia Library. Архів оригіналу за 16 серпня 2012. Процитовано 28 червня 2014.
3. ↑  Population of Counties by Decennial Census: 1900 to 1990. United States Census Bureau. Архів оригіналу за 6 серпня 2013. Процитовано 28 червня 2014.
4. ↑  Census 2000 PHC-T-4. Ranking Tables for Counties: 1990 and 2000 (PDF). United States Census Bureau. Архів оригіналу (PDF) за 18 грудня 2014. Процитовано 28 червня 2014.
5. ↑  State & County QuickFacts. United States Census Bureau. Архів оригіналу за 11 липня 2011. Процитовано 28 червня 2014.(англ.) Наведено за англійською вікіпедією.
6. ↑  American FactFinder. Бюро перепису населення США. Архів оригіналу за 21 травня 2008. Процитовано 31 січня 2008.

| США | Це незавершена стаття з географії США. Ви можете допомогти проєкту, виправивши або дописавши її. |